# Kvark u
Kvark u označovaný též jako horní (z anglického up) je elementární částice. Jedná se o jednu z vůní kvarků.

## Historie
Existence tohoto kvarku byla navržena Gell-Mannem a Zweigem v rámci kvarkového modelu v roce 1964. První důkaz byl nalezen v rozptylových experimentech na urychlovači SLAC ve Stanfordu v roce 1967.

## Vlastnosti
- symbol: u
- klidová hmotnost: ≈ 2 MeV/c2[1]
- elektrický náboj: +2/3 e
- spin: ½, jde tedy o fermion
- Je řazen do tzv. 1. generace kvarků.
- Je součástí nukleonů a tedy i atomů.

## Příklady částic obsahujících kvark
- proton – {\displaystyle uud}
- neutron – {\displaystyle udd}
- π+ – {\displaystyle u{\overline {d}}}
- π− – {\displaystyle d{\overline {u}}}
- π0 – {\displaystyle (u{\overline {u}}-d{\overline {d}})/{\sqrt {2}}}